# Мешик (река)
Мешик — река на полуострове Аляска, США. Длина — 50 км. Начинается на склонах горы Аниакчак в Аниакчакском Национальный заповеднике. Протекает на запад и впадает в Бристольский залив близ города Порт-Хейден.
Река Мешик является одной из нескольких рек полуострова с множеством промысловых рыб, хотя рыбная ловля здесь не распространена из-за удалённого расположения реки, суровых погодных условий и других факторов. Основными рыбами в реке Мешик и её притоках являются чавыча, кижуч, нерка и голец. Добраться до рыболовного места можно на лодке или гидросамолете.